# 동허이역

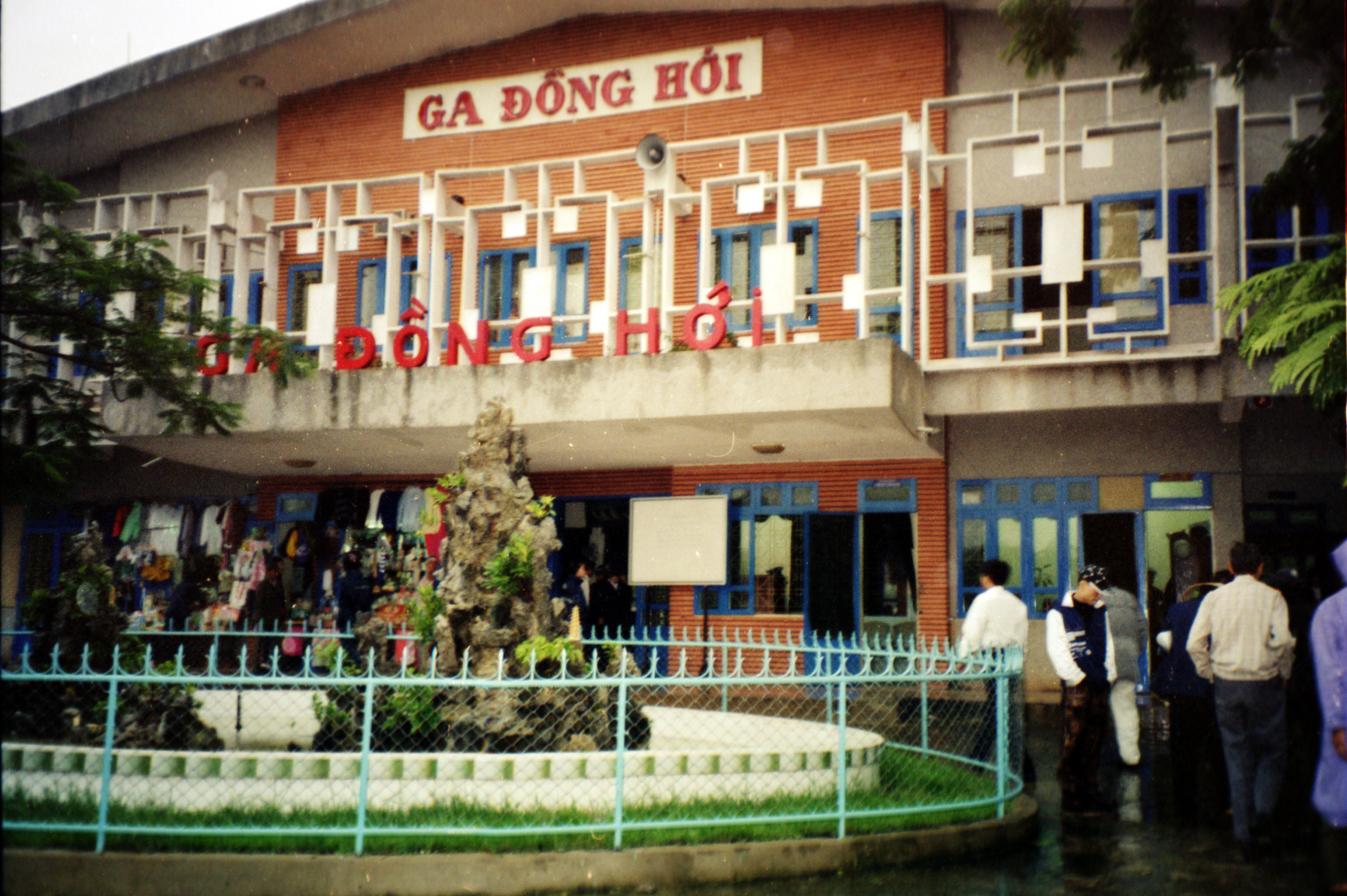
동허이 역 전면

동허이(베트남어: Đồng Hới / 洞海), 동해)역은 베트남 꽝찌 성의 성도(省都) 동허이에 있는 철도 역이다. 남북선에 있다. 하노이 역에서 남쪽으로 522km, 후에에서 북쪽으로 160km, 사이공 역에서 북쪽으로 1280km 떨어져 있다. 도시 중심부에 위치하고 있어서 접근성이 좋다. 동허이 공항과는 5km 떨어진 거리에 있다. 매일 약 16편 정도의 열차가 정차한다. 또한 세계유산에 등록되어 있는 퐁나케방 국립공원에 가장 가까운 역이다.

## 인접 역
| 남북선              | 남북선 | 남북선              |
| ------------------- | ------ | ------------------- |
| 떤업 역 하노이 방면 |        | 동하 역 호찌민 방면 |